# 김해 내동지석묘
김해 내동지석묘(金海 內洞支石墓)는 대한민국 경상남도 김해시 내동에 있는 고인돌이다. 1990년 12월 20일 경상남도의 기념물 제97호 내동지석묘로 지정되었다가, 2018년 12월 20일 현재의 명칭으로 변경되었다.

## 개요
지석묘는 청동기시대의 대표적인 무덤으로 고인돌이라고도 부르며, 주로 경제력이 있거나 정치권력을 가진 지배층의 무덤으로 알려져 있다.
우리나라의 고인돌은 4개의 받침돌을 세워서 돌방을 만들고 그 위에 거대하고 평평한 덮개돌을 올려놓은 탁자식과, 땅 속에 돌방을 만들고 작은 받침돌을 세운 뒤 뚜껑돌을 덮고 그 위에 거대한 덮개돌을 올린 바둑판식으로 구분된다.
김해시 서쪽 경운산 기슭의 마을 안에 있는데, 원래는 더 많은 고인돌이 있었던 것 같으나 주택개축과 개간 등으로 유실되어 현재는 1기만 남아 있다. 형태상 바둑판식으로 덮개돌의 크기는 길이 3.1m, 너비 2.4m이며, 땅 속에 돌을 쌓아 만든 석곽을 설치하였다.
고인돌 주변에서 붉은간토기, 민무늬토기 등이 출토되어 청동기시대의 생활상을 연구하는데 중요한 자료로 평가된다.

## 참고 문헌
- 내동지석묘 - 국가유산청 국가유산포털